# Pergain-Taillac
« Taillac » redirige ici. Pour l’article homophone, voir Tayac.
Pergain-Taillac (Lo Perganh e Talhac en gascon) est une commune française située dans le nord du département du Gers en région Occitanie. Le nom usuel et local de la commune est Le Pergain. Sur le plan historique et culturel, la commune est dans la Lomagne, une ancienne circonscription de la province de Gascogne ayant titre de vicomté, surnommée « Toscane française ».
Exposée à un climat océanique altéré, elle est drainée par le Gers, le ruisseau de Cazaux, le ruisseau de Junca et par divers autres petits cours d'eau.
Pergain-Taillac est une commune rurale qui compte 335 habitants en 2022, après avoir connu un pic de population de 869 habitants en 1846.  Elle fait partie de l'aire d'attraction d'Agen. Ses habitants sont appelés les Perganais ou  Perganaises.
Le patrimoine architectural de la commune comprend un immeuble protégé au titre des monuments historiques : le château de Manlèche, inscrit en 2006.

## Géographie

### Localisation
Pergain-Taillac est une commune située dans le Brulhois, limitrophe du département de Lot-et-Garonne.

### Communes limitrophes
Les communes limitrophes sont  Astaffort, Lamontjoie, Marmont-Pachas, Saint-Mézard et Sempesserre.
| Lamontjoie (Lot-et-Garonne) | Marmont-Pachas (Lot-et-Garonne) | Astaffort (Lot-et-Garonne) |
|                             | Pergain-Taillac                 |                            |
| Saint-Mézard                |                                 | Sempesserre                |

### Géologie et relief
Pergain-Taillac se situe en zone de sismicité 1 (sismicité très faible).

### Hydrographie

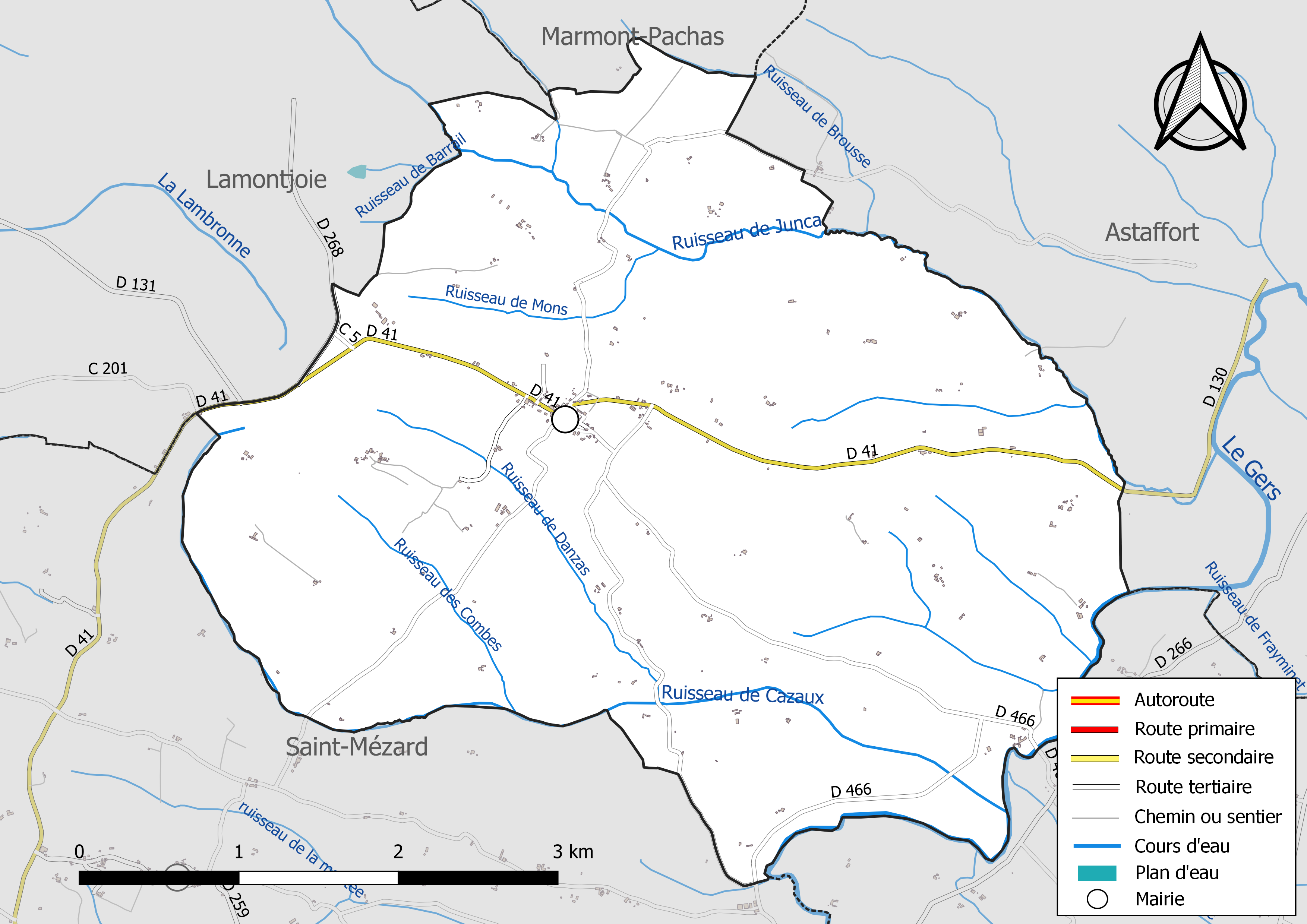
Réseaux hydrographique et routier de Pergain-Taillac.

La commune est dans le bassin de la Garonne, au sein du bassin hydrographique Adour-Garonne. Elle est drainée par le Gers, le ruisseau de Cazaux, le ruisseau de Junca, le ruisseau de Barrail, le ruisseau de Brousse, le ruisseau de Danzas, le ruisseau de Guillamot, le ruisseau de Mons, le ruisseau des Combes et par divers petits cours d'eau, qui constituent un réseau hydrographique de 25 km de longueur totale,.
Le Gers, d'une longueur totale de 175,4 km, prend sa source dans la commune de Lannemezan et s'écoule vers le nord. Il traverse la commune et se jette dans la Garonne à Layrac, après avoir traversé 47 communes.

### Climat
Pour des articles plus généraux, voir Climat de l'Occitanie et Climat du Gers.
En 2010, le climat de la commune est de type climat du Bassin du Sud-Ouest, selon une étude s'appuyant sur une série de données couvrant la période 1971-2000. En 2020, Météo-France publie une typologie des climats de la France métropolitaine dans laquelle la commune est exposée à un climat océanique altéré et est dans la région climatique Aquitaine, Gascogne, caractérisée par une pluviométrie abondante au printemps, modérée en automne, un faible ensoleillement au printemps, un été chaud (19,5 °C), des vents faibles, des brouillards fréquents en automne et en hiver et des orages fréquents en été (15 à 20 jours).
Pour la période 1971-2000, la température annuelle moyenne est de 13,2 °C, avec une amplitude thermique annuelle de 15,4 °C. Le cumul annuel moyen de précipitations est de 763 mm, avec 10,6 jours de précipitations en janvier et 6,3 jours en juillet. Pour la période 1991-2020, la température moyenne annuelle observée sur la station météorologique la plus proche, située sur la commune de Laplume à 7 km à vol d'oiseau, est de 14,2 °C et le cumul annuel moyen de précipitations est de 767,2 mm,. Pour l'avenir, les paramètres climatiques de la commune estimés pour 2050 selon différents scénarios d'émission de gaz à effet de serre sont consultables sur un site dédié publié par Météo-France en novembre 2022.

### Milieux naturels et biodiversité
Aucun espace naturel présentant un intérêt patrimonial n'est recensé sur la commune dans l'inventaire national du patrimoine naturel,,.

## Urbanisme

### Typologie
Au 1er janvier 2024, Pergain-Taillac est catégorisée commune rurale à habitat très dispersé, selon la nouvelle grille communale de densité à sept niveaux définie par l'Insee en 2022.
Elle est située hors unité urbaine. Par ailleurs la commune fait partie de l'aire d'attraction d'Agen, dont elle est une commune de la couronne,. Cette aire, qui regroupe 81 communes, est catégorisée dans les aires de 50 000 à moins de 200 000 habitants,.

### Occupation des sols
L'occupation des sols de la commune, telle qu'elle ressort de la base de données européenne d’occupation biophysique des sols Corine Land Cover (CLC), est marquée par l'importance des territoires agricoles (97,6 % en 2018), une proportion identique à celle de 1990 (97,6 %). La répartition détaillée en 2018 est la suivante : 
terres arables (77,7 %), zones agricoles hétérogènes (14,8 %), prairies (5 %), forêts (2,4 %). L'évolution de l’occupation des sols de la commune et de ses infrastructures peut être observée sur les différentes représentations cartographiques du territoire : la carte de Cassini (XVIIIe siècle), la carte d'état-major (1820-1866) et les cartes ou photos aériennes de l'IGN pour la période actuelle (1950 à aujourd'hui).

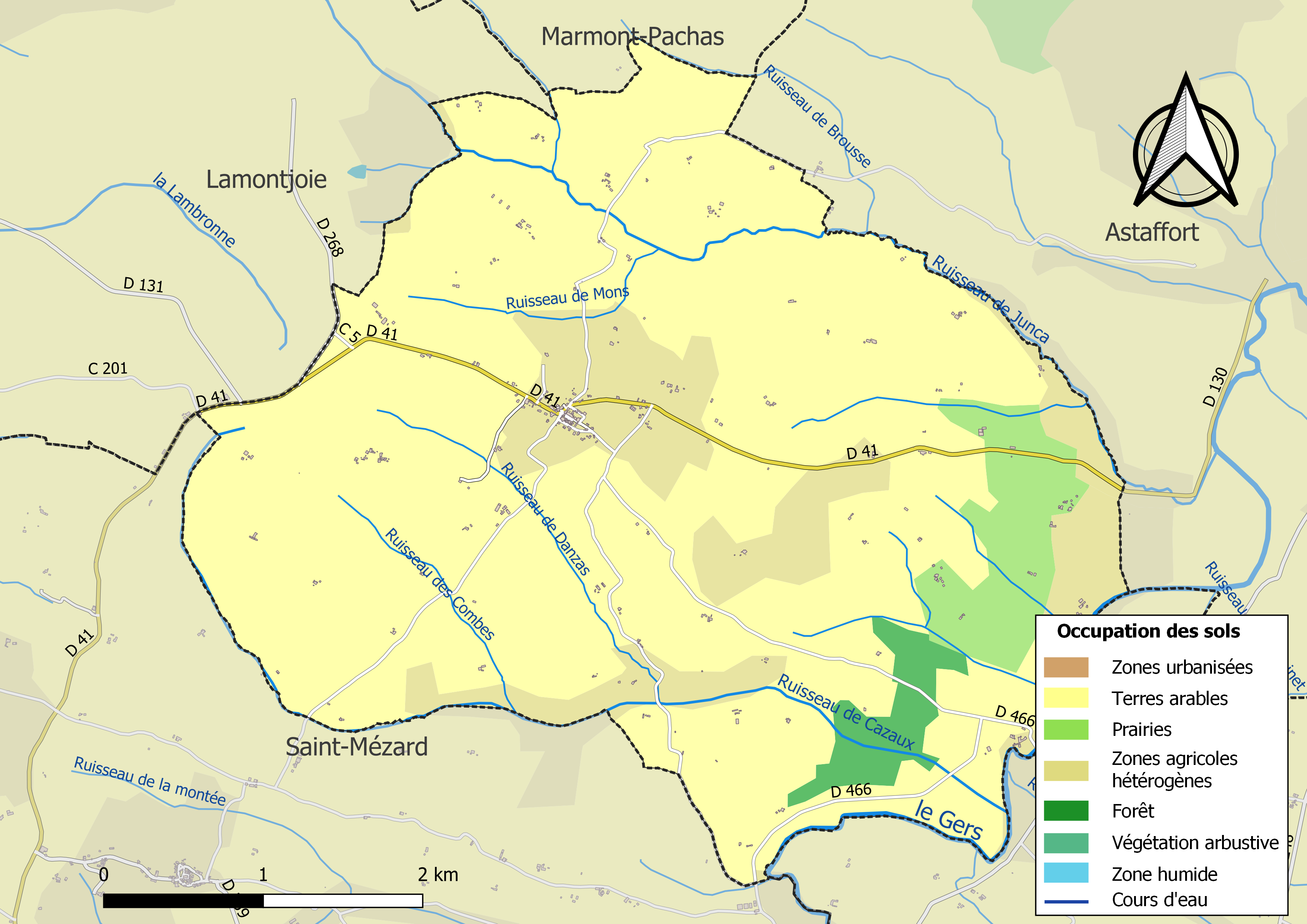
Carte des infrastructures et de l'occupation des sols de la commune en 2018 (CLC).

### Risques majeurs
Le territoire de la commune de Pergain-Taillac est vulnérable à différents aléas naturels : météorologiques (tempête, orage, neige, grand froid, canicule ou sécheresse), inondations et séisme (sismicité très faible). Un site publié par le BRGM permet d'évaluer simplement et rapidement les risques d'un bien localisé soit par son adresse soit par le numéro de sa parcelle.
Certaines parties du territoire communal sont susceptibles d’être affectées par le risque d’inondation par débordement de cours d'eau, notamment le Gers. La cartographie des zones inondables en ex-Midi-Pyrénées réalisée dans le cadre du XIe Contrat de plan État-région, visant à informer les citoyens et les décideurs sur le risque d’inondation, est accessible sur le site de la DREAL Occitanie. La commune a été reconnue en état de catastrophe naturelle au titre des dommages causés par les inondations et coulées de boue survenues en 1995, 1999 et 2009,.

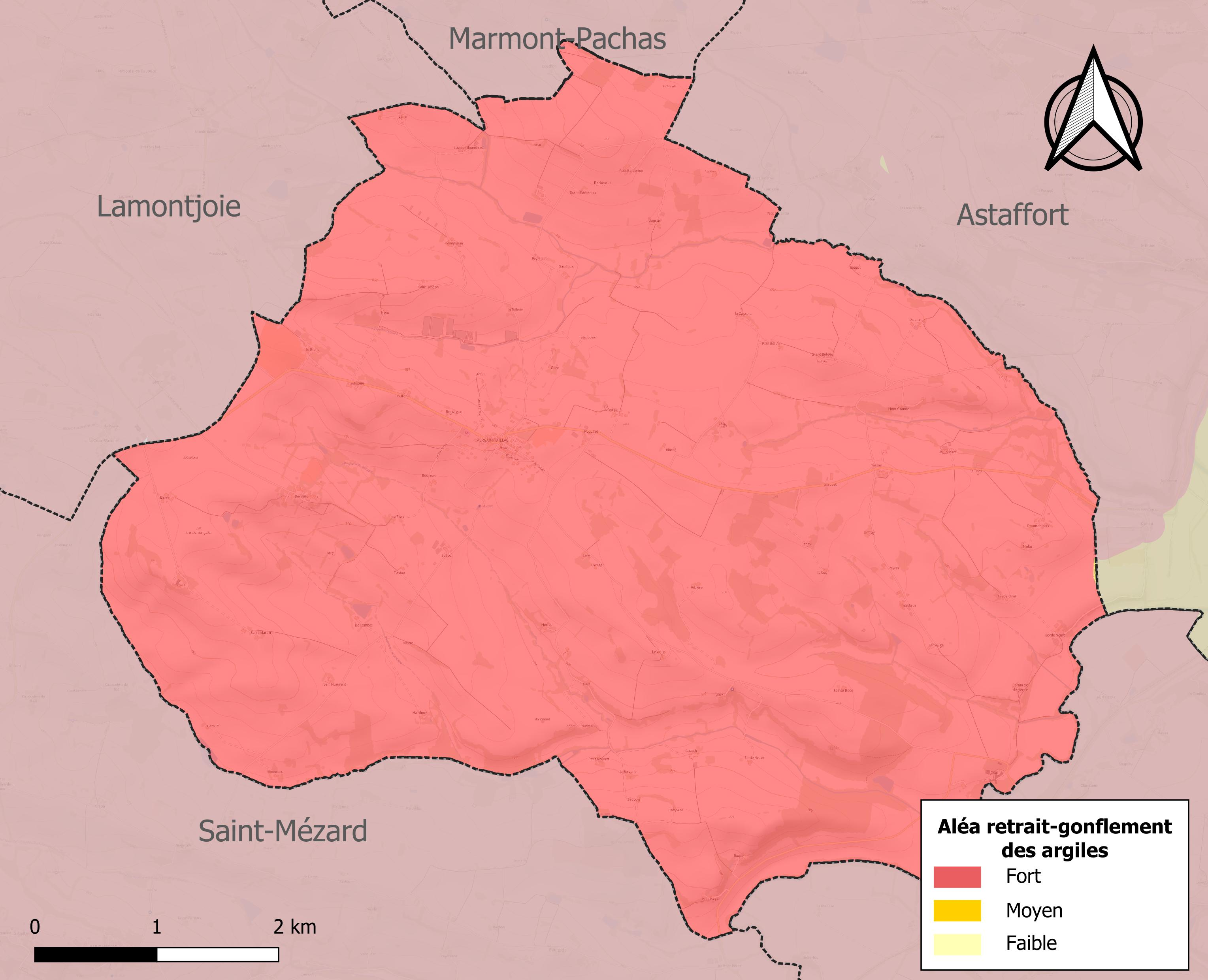
Carte des zones d'aléa retrait-gonflement des sols argileux de Pergain-Taillac.

Le retrait-gonflement des sols argileux est susceptible d'engendrer des dommages importants aux bâtiments en cas d’alternance de périodes de sécheresse et de pluie. La totalité de la commune est en aléa moyen ou fort (94,5 % au niveau départemental et 48,5 % au niveau national). Sur les 155 bâtiments dénombrés sur la commune en 2019, 155 sont en aléa moyen ou fort, soit 100 %, à comparer aux 93 % au niveau départemental et 54 % au niveau national. Une cartographie de l'exposition du territoire national au retrait gonflement des sols argileux est disponible sur le site du BRGM,.
Par ailleurs, afin de mieux appréhender le risque d’affaissement de terrain, l'inventaire national des cavités souterraines permet de localiser celles situées sur la commune.
Concernant les mouvements de terrains, la commune a été reconnue en état de catastrophe naturelle au titre des dommages causés par la sécheresse en 2003, 2005, 2011 et 2017 et par des mouvements de terrain en 1999.

## Toponymie
Le nom local usuel du Pergain porte l'article défini (Lo Perganh en gascon, Le Pergain en français). En 1822, Le Pergain et Taillac fusionnent.

## Histoire
La commune est née de la fusion des deux communes voisines du Pergain (746 habitants) et Taillac (158 habitants).

## Politique et administration
| Période                                  | Période  | Identité        | Étiquette | Qualité |
| ---------------------------------------- | -------- | --------------- | --------- | ------- |
| avant 1995                               | 2008     | Yvan Dugarcin   | DVD       |         |
| 2008                                     | 2020     | Gisèle Mutti    |           |         |
| 2020                                     | En cours | Chantal Dubedat |           |         |
| Les données manquantes sont à compléter. |          |                 |           |         |

## Population et société

### Démographie
L'évolution du nombre d'habitants est connue à travers les recensements de la population effectués dans la commune depuis 1793. Pour les communes de moins de 10 000 habitants, une enquête de recensement portant sur toute la population est réalisée tous les cinq ans, les populations de référence des années intermédiaires étant quant à elles estimées par interpolation ou extrapolation. Pour la commune, le premier recensement exhaustif entrant dans le cadre du nouveau dispositif a été réalisé en 2005.

En 2022, la commune comptait 335 habitants, en évolution de +9,12 % par rapport à 2016 (Gers : +1,04 %, France hors Mayotte : +2,11 %).
| 1793 | 1800 | 1806 | 1821 | 1831 | 1841 | 1846 | 1851 | 1856 |
| ---- | ---- | ---- | ---- | ---- | ---- | ---- | ---- | ---- |
| 750  | 617  | 748  | 746  | 817  | 829  | 869  | 843  | 785  |

| 1861 | 1866 | 1872 | 1876 | 1881 | 1886 | 1891 | 1896 | 1901 |
| ---- | ---- | ---- | ---- | ---- | ---- | ---- | ---- | ---- |
| 707  | 809  | 743  | 699  | 682  | 646  | 596  | 568  | 562  |

| 1906 | 1911 | 1921 | 1926 | 1931 | 1936 | 1946 | 1954 | 1962 |
| ---- | ---- | ---- | ---- | ---- | ---- | ---- | ---- | ---- |
| 552  | 516  | 456  | 509  | 476  | 482  | 510  | 452  | 441  |

| 1968 | 1975 | 1982 | 1990 | 1999 | 2005 | 2006 | 2010 | 2015 |
| ---- | ---- | ---- | ---- | ---- | ---- | ---- | ---- | ---- |
| 383  | 307  | 270  | 283  | 286  | 309  | 301  | 331  | 311  |

| 2020 | 2022 | - | - | - | - | - | - | - |
| ---- | ---- | - | - | - | - | - | - | - |
| 336  | 335  | - | - | - | - | - | - | - |

### Sports
Club de basket-ball de l'union sportive de Goyne et Perganaise. Équipe du village qui joue en championnat pré-région du Gers.
Palmarès : champions du Gers 2011 (pré-région).

## Économie

### Revenus
En 2018  (données Insee publiées en septembre 2021), la commune compte 134 ménages fiscaux, regroupant 318 personnes. La médiane du revenu disponible par unité de consommation est de 19 040 € (20 820 € dans le département).

### Emploi
|                | 2008  | 2013  | 2018  |
| -------------- | ----- | ----- | ----- |
| Commune        | 5,4 % | 9,2 % | 9,4 % |
| Département    | 6,1 % | 7,5 % | 8,2 % |
| France entière | 8,3 % | 10 %  | 10 %  |

En 2018, la population âgée de 15 à 64 ans s'élève à 179 personnes, parmi lesquelles on compte 77,6 % d'actifs (68,2 % ayant un emploi et 9,4 % de chômeurs) et 22,4 % d'inactifs,. En  2018, le taux de chômage communal (au sens du recensement) des 15-64 ans est supérieur à celui du département, mais inférieur à celui de la France, alors qu'il était inférieur à celui du département et de la France en 2008.
La commune fait partie de la couronne de l'aire d'attraction d'Agen, du fait qu'au moins 15 % des actifs travaillent dans le pôle,. Elle compte 45 emplois en 2018, contre 48 en 2013 et 63 en 2008. Le nombre d'actifs ayant un emploi résidant dans la commune est de 129, soit un indicateur de concentration d'emploi de 34,4 % et un taux d'activité parmi les 15 ans ou plus de 56,3 %.
Sur ces 129 actifs de 15 ans ou plus ayant un emploi, 34 travaillent dans la commune, soit 26 % des habitants. Pour se rendre au travail, 79,9 % des habitants utilisent un véhicule personnel ou de fonction à quatre roues, 1,4 % les transports en commun, 5 % s'y rendent en deux-roues, à vélo ou à pied et 13,7 % n'ont pas besoin de transport (travail au domicile).

### Activités hors agriculture
15 établissements sont implantés  à Pergain-Taillac au 31 décembre 2019.
Le secteur des activités spécialisées, scientifiques et techniques et des activités de services administratifs et de soutien est prépondérant sur la commune puisqu'il représente 33,3 % du nombre total d'établissements de la commune (5 sur les 15 entreprises implantées  à Pergain-Taillac), contre 14,4 % au niveau départemental.

### Agriculture
La commune est dans le « Haut-Armagnac », une petite région agricole occupant le centre du département du Gers. En 2020, l'orientation technico-économique de l'agriculture  sur la commune est l'exploitation de grandes cultures (hors céréales et oléoprotéagineuses).
|               | 1988  | 2000  | 2010  | 2020  |
| ------------- | ----- | ----- | ----- | ----- |
| Exploitations | 49    | 35    | 26    | 19    |
| SAU (ha)      | 1 634 | 1 603 | 1 589 | 1 285 |

Le nombre d'exploitations agricoles en activité et ayant leur siège dans la commune est passé de 49 lors du recensement agricole de 1988  à 35 en 2000 puis à 26 en 2010 et enfin à 19 en 2020, soit une baisse de 61 % en 32 ans. Le même mouvement est observé à l'échelle du département qui a perdu pendant cette période 51 % de ses exploitations,. La surface agricole utilisée sur la commune a également diminué, passant de 1 634 ha en 1988 à 1 285 ha en 2020. Parallèlement la surface agricole utilisée moyenne par exploitation a augmenté, passant de 33 à 68 ha.

## Culture locale et patrimoine

### Lieux et monuments
- Église Saint-Martin de Pergain datant du XVe siècle, incorporée aux murs de l’enceinte fortifiée, portail gothique précédé d’un porche. Clocher moderne dont la flèche a été supprimée en 1970. L'édifice est répertorier à l'Inventaire général Région Midi-Pyrénées depuis 1979[32].
- Chapelle Saint-Jacques-le-Majeur de Taillac, chapelle rurale très basse, à clocher-mur.
- Tour-salle de Taillac, XIVe s., remaniée fin XVIe ou début XVIIe par l’ajout de fenêtres, cheminée et tour d’escalier, remaniements aux XVIIIe (date 1722) et XIXe.
- Château d'Ampelle, « château gascon », XIVe s.
- Château de Manlèche, construit au XVIe s. sur un premier édifice du XIIIe s., typique de la première Renaissance gasconne : galerie à arcades, tour hexagonale à escalier à vis suspendu, cour triangulaire, pigeonnier, moulin.

### Personnalités liées à la commune
- Jean-François Bladé reçut l'enseignement de son oncle Pierre François, dit Prosper Bladé (1805-1893), curé du Pergain-Taillac pendant plus de soixante ans.

### Héraldique
Pour un article plus général, voir Armorial des communes du Gers.
| Blason de Pergain-Taillac | Blason  | Parti : au 1er coupé au I d'or à trois fasces de gueules, au II de sinople à quatre épis de blés rangés en bande, tigés et feuillés d'or, les tiges courbées et empoignées à senestre, au 2d d'argent à la jumelle ondée d'azur et à un lion de gueules brochant. |
| Blason de Pergain-Taillac | Détails | Création Jean-François Binon. |